# Four Stones for Kanemitsu
Four Stones for Kanemitsu ist ein US-amerikanischer Kurz-Dokumentarfilm aus dem Jahr 1973 von Terry Sanders.

## Handlung
In dem kurzen Dokumentarfilm stellt der japanisch-amerikanische Künstler Matsumi Kanemitsu den Herstellungsprozess seiner Lithografien am Beispiel eines mehrfarbigen, auf vier Steinplatten erstellten Kunstwerkes dar. Kanemitsu verwendet dabei eine besondere Technik, die sich aus dem Sumi-e ableitet. Der Film bietet Einblick in das Druckverfahren von der Bearbeitung der Druckplatte über die Mischung und Verwendung der Farben und auch die Nachbearbeitung mit Unterschrift und Siegel. Neben Matsumi Kanemitsu sind auch seine Meisterdrucker Serge Lozingot und Gene Sturman sowie seine Kuratorin Betty Fiske bei der Arbeit zu sehen.

## Hintergrund
Der Dokumentarfilm wurde von June Wayne vom Tamarind Institute for Lithography produziert, die auch als technische Beraterin am Film mitwirkte.
Der Film wurde bei der Oscarverleihung 1974 für den Besten Dokumentar-Kurzfilm nominiert, verlor aber gegen Princeton: A Search for Answers.